# Districte de Schwyz
El district de Schwyz és un dels sis districtes del Cantó de Schwyz (Suïssa). Té 50254 habitants (cens de 2007) i una superfície de 506.4 km². Està format per 15 municipis i el cap del districte és Schwyz

## Municipis
| Escut         | Nom           | Habitants (31.12.2004) | Superfície en km² | Núm. OFS |
| ------------- | ------------- | ---------------------- | ----------------- | -------- |
| Alpthal       | Alpthal       | 502                    | 22.9              | 1361     |
| Arth          | Arth          | 9869                   | 48.6              | 1362     |
| Illgau        | Illgau        | 769                    | 10.9              | 1363     |
| Ingenbohl     | Ingenbohl     | 7836                   | 16.2              | 1364     |
| Lauerz        | Lauerz        | 926                    | 9.2               | 1365     |
| Morschach     | Morschach     | 902                    | 23.4              | 1366     |
| Muotathal     | Muotathal     | 3554                   | 172.4             | 1367     |
| Oberiberg     | Oberiberg     | 756                    | 32.9              | 1368     |
| Riemenstalden | Riemenstalden | 72                     | 11.2              | 1369     |
| Rothenthurm   | Rothenthurm   | 2062                   | 22.8              | 1370     |
| Sattel        | Sattel        | 1504                   | 17.3              | 1371     |
| Schwytz       | Schwyz        | 14'225                 | 53.3              | 1372     |
| Steinen       | Steinen       | 2968                   | 11.8              | 1373     |
| Steinerberg   | Steinerberg   | 885                    | 7.0               | 1374     |
| Unteriberg    | Unteriberg    | 2276                   | 46.5              | 1375     |
|               | Total         | 49'106                 | 506.4             | 0506     |